# Wagner János (zoológus)
Wagner János (Budapest, 1906. november 22. – Budapest, 1948. október 7.) magyar zoológus, múzeumi segédőr, egyetemi magántanár.

## Élete
Wagner Ödön (1853–1928) műépítész és Reischl Hortenzia (1871–1959) fiaként született. Budapesten, illetve Pécsett végezte felsőfokú tanulmányait, utóbbi helyen 1928-ban nyert doktori oklevelet, majd külföldi tanulmányútra indult. Ezután a Magyar Nemzeti Múzeum gyakornoka lett, 1931-ben és a következő évben pedig a bécsi Collegium Hungaricumban volt, majd miután hazajött, a pécsi egyetem tanársegédje, 1934-től egyetemi magántanára volt. 1935-ben a Magyar Nemzeti Múzeum Állattárában alkalmazták. Hosszabb kutatóútjai voltak, Közép-, illetve Dél-Európában is, Törökországban, Kisázsiában és az Adriai-tengeren. Számos nemzetközi zoológiai kongresszuson volt, egy időben a nápolyi zoológiai állomáson működött. Több állatfaj is viseli nevét, főleg vízi csigákkal, ám emellett házatlan, továbbá rablócsigákkal is foglalkozott.

### Családja
Házastársa Molcsány Izabella Róza Mária volt, akit 1936. május 9-én Budapesten vett feleségül.

## Főbb művei
- Magyarország Limnaeáiról (Budapest, 1928)
- Magyarország házatlan csigái (Budapest, 1934–36)
- A csigák táplálkozás-biológiája (Budapest, 1942)
- Die Raublungenschnecken-gattungen Daudebardia, Testacella und Poiretia (Budapest, 1952)